# Чыраг
Чыраг или Чираг (азерб. Çıraq) — село в Кельбаджарском районе Азербайджана, является центром Чырагского сельского административно-территориального округа.

## Этимология
Населённый пункт был заложен в XIX веке семьями, переселившимися туда из села Чыраглы Лачынского района, и был назван так по имени прежнего населённого пункта.

## География
Село расположено на берегу реки Тертер, соседние сёла — Зивел и Маммедсафи. Село Чыраг является центром Чырагского сельского административно-территориального округа Кельбаджарского района Азербайджана, при этом в состав этого сельского административно-территориального округа входят также и сёла Маммедсафи и Товлядере.
В селе есть 3 родника: Агбулаг, Гарабулаг и Долчабулаг.

## История
До вхождения в состав Российской империи село находилось в составе района Верин Хачен Карабахского ханства.
Постановлением № 123-XII Верховного совета Азербайджанской Республики от 25 мая 1991 года село Чыраг Кельбаджарского района было выделено из состава Истисуйского поселкового Совета, и был образован Чырагский сельсовет с центром в селе Чыраг, а сёла Маммедсафи и Товлядере были выведены из состава Зивелского сельсовета и присоединены к Чырагскому сельсовету.
В 1993 году перешло под контроль Вооружённых сил Армении. Село было освобождено Вооружёнными силами Азербайджана 25 ноября 2020 года во время Второй Карабахской войны.

## Население
Большинства население села была азербайджанцы. По состоянию на 2005 год в селе проживало 12 человек.